# القصر الغربي (القاهرة)
القصر الغربي أو القصر الصغير هو قصر أمر ببنائه الخليفة الفاطمي العزيز بالله ابن المعز لدين الله عام 450 هـ/1058 م وتم عام 457 هـ/1065 م في خلافة المستنصر بالله في موقع سوق النحاسيين الحالي وضريح قلاوون، وعُرف هذا الميدان باسم بين القصرين.[بحاجة لمصدر]

## وصف
قال المسبحى عنه: «ولم يبن مثله في شرق ولا في غرب». كان للقصر أربعة أبواب هي الساباط والتبانية والزمرد ومراد.:117 وكان يتصل بالقصر الشرقي الكبير بوساطة نفق تحت الأرض، وكان بينهما فضاء واسع يستعرض فيه الخليفة الفاطمي جنود جيشه، وكان عرض القصر 275 مترا وطوله إلى الخليج 465 مترا؛ وامتد من سبيل السلحدار بأول حارة برجوان تجاه الجامع الأقمر وإلى أول الصاغة جنوبا والتي كانت مبانيها الحالية مطبخ القصر، قام القصر على قسم من أرض تحتلها اليوم مدرسة وقبة وبيمارستان قلاوون ومدرسة ابنه الناصر محمد ومدرسة الظاهر برقوق ومدرسة الحديث الكاملية.